# 周添旺
周添旺（白話字：Chiu Thiam-ōng；1911年1月25日—1988年），台灣台語流行音樂作詞家，出生於台北市艋舺剝皮寮（今萬華），登記為農曆1910（庚戌）年12月25日 。1934年進入古倫美亞唱片公司接下陳君玉文藝部部長遺缺，與鄧雨賢合作了台語歌曲〈雨夜花〉，由歌星純純主唱。1948年，他結識楊三郎，兩人合作了〈孤戀花〉、〈秋風夜雨〉等作品。1956年為紀露霞主唱的〈黃昏嶺〉填詞。1977年，其譜曲作詞的〈西北雨〉獲中視金曲獎。
其妻子為台灣第一代女歌手的愛愛。

## 影視形象
| 年份 | 作品          | 演員   |
| ---- | ------------- | ------ |
| 2012 | 歌謠風華-初聲 | 周凱文 |